# Bollandisten

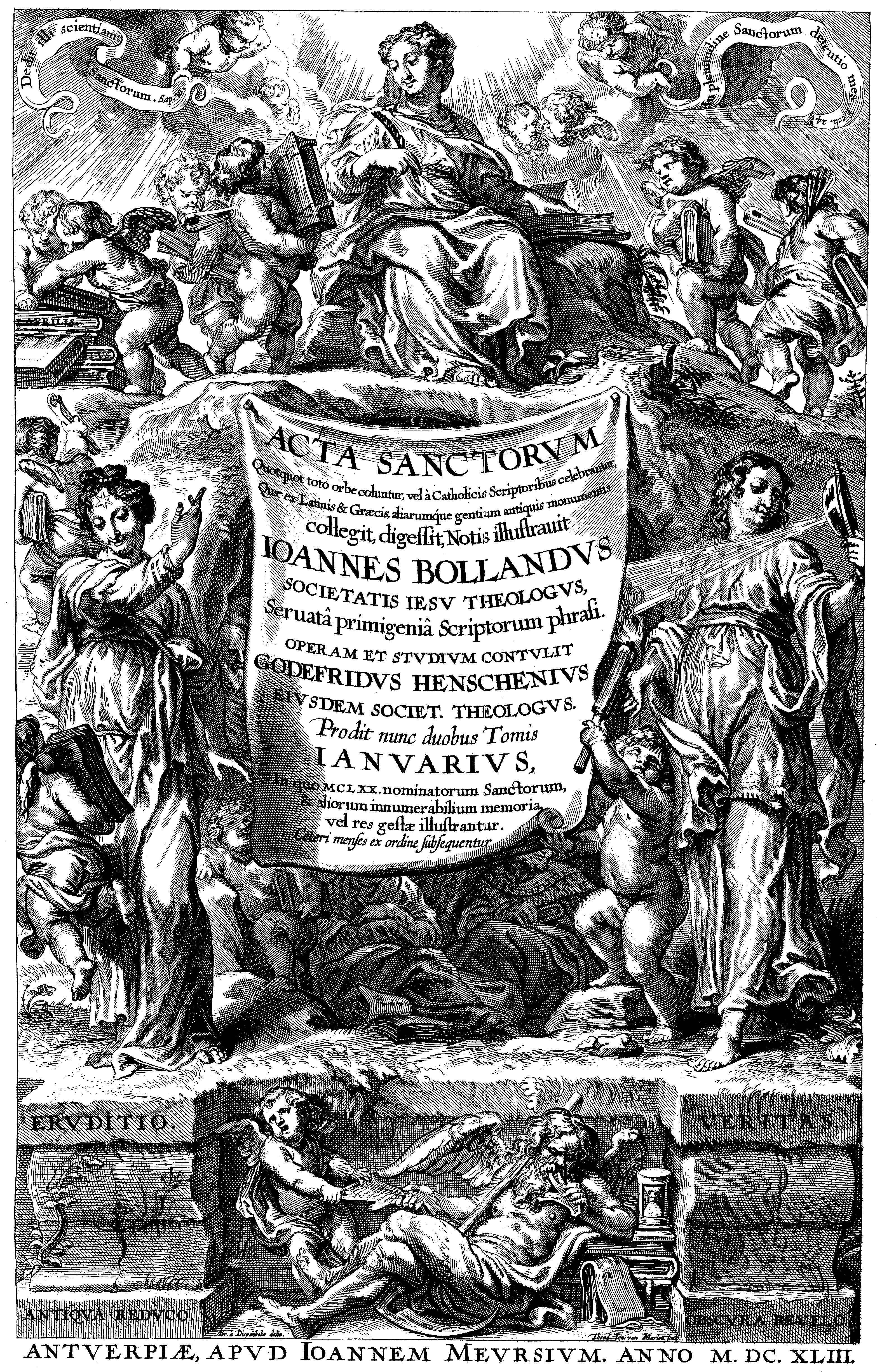
Titelblatt des 1. Bandes der von den Bollandisten herausgegebenen Acta Sanctorum, 1643

Die Gesellschaft der Bollandisten (französisch Société des Bollandistes) ist eine Arbeitsgruppe, die die Lebensgeschichten der Heiligen der römisch-katholischen Kirche in kritischen Ausgaben auf handschriftlicher Grundlage zusammenstellt und mit historisch-kritischem Kommentar in dem Werk Acta Sanctorum veröffentlicht. Die Bezeichnung geht auf den niederländischen Hagiographen und Theologen Jean Bolland (1596–1665) zurück. Ursprüngliches Ziel war es, die hagiographische Überlieferung durch text- und überlieferungskritische Aufarbeitung vor pauschaler Verwerfung durch den Protestantismus und den rationalistischen Zeitgeist in Schutz zu nehmen.

## Geschichte

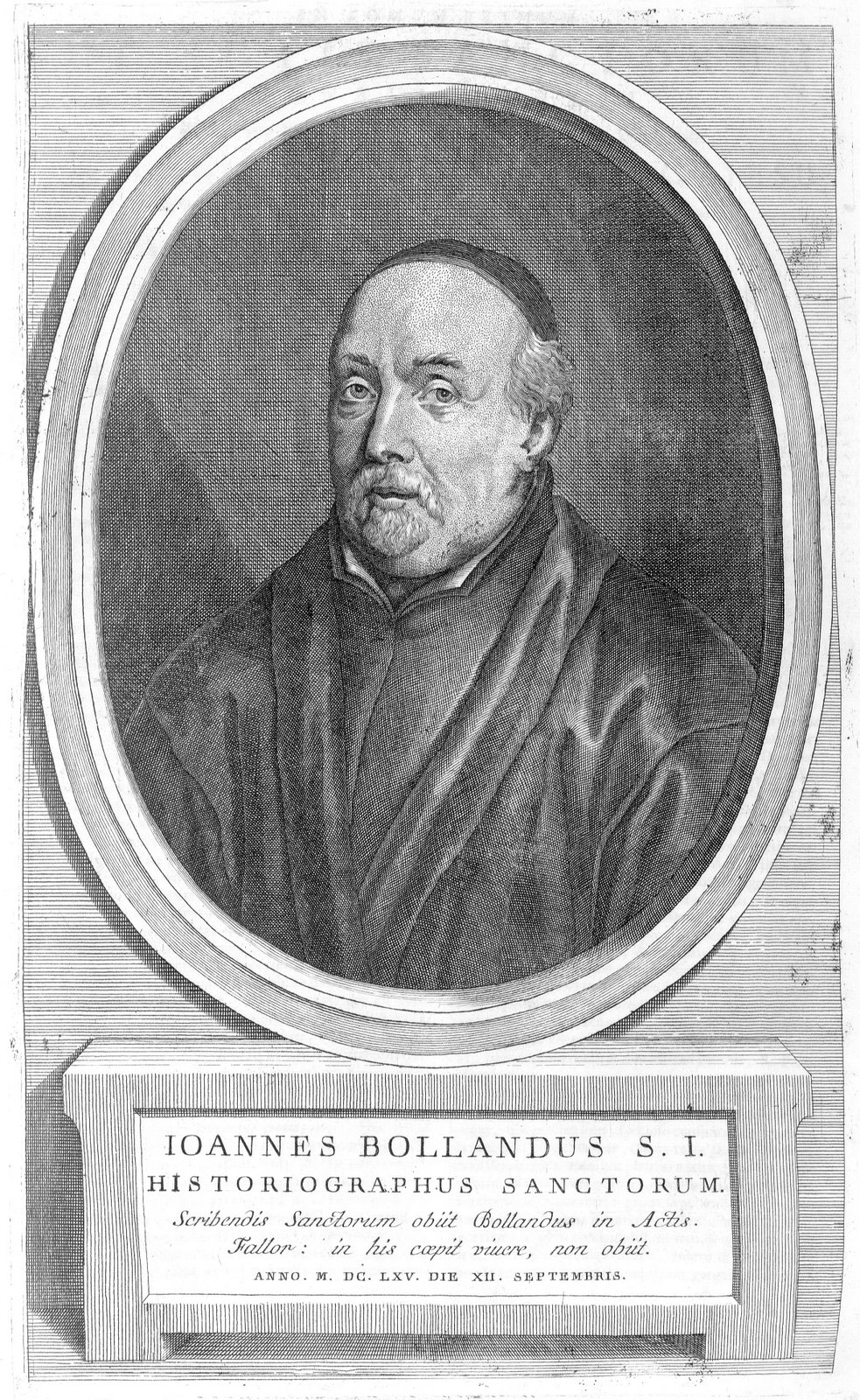
Pater Jean Bolland, nach dem die Gruppe bezeichnet wird

Im Jahre 1603 legte der Jesuit Heribert Rosweyde aus Utrecht (1569–1629) die erste neue Zusammenstellung der Heiligenleben für die Kalendertage des ganzen Jahres vor. Baron Heinrich Julius von Blum war einer der Tatkräftigsten der Gründergeneration dieses Vorhabens, und der 1596 im Limburgischen geborene Jean Bolland, ebenfalls Jesuit, wurde zum nachträglichen Namensgeber der Gruppe. Er bearbeitete in Verbindung mit Godefridus Henschenius und Daniel Papebroch die erste Sammlung und weitete sie zu einem Unternehmen aus, das in den nächsten zwei Jahrhunderten eine beachtliche Zahl von Jesuiten beschäftigte. Bolland selbst konnte schon 1643 die ersten beiden Bände des Monumentalwerks Acta Sanctorum vorlegen. Die meisten dieser Jesuiten waren Flamen, und die fortlaufenden Bände erschienen in Antwerpen. Ein maßgeblicher Förderer des Unternehmens war Ferdinand von Fürstenberg, der humanistisch gebildete Geheimkämmerer Papst Alexanders VII. und spätere Fürstbischof von Paderborn und Münster, dem zum Dank die Bände Acta SS Aprilis II von 1675 und Acta SS Maii I von 1680 gewidmet wurden.
1788 wurden die Bollandisten wie der Jesuitenorden insgesamt von der Regierung der österreichischen Niederlande unterdrückt, doch konnte die Arbeit zunächst in der Abtei Tongerlo fortgesetzt werden, wo 1794 noch ein weiterer Band erschien (Acta SS Oct. VI 12–14). Mit der französischen Besetzung Flanderns 1794 brach die Arbeit bei Band 54 (ActaSS Octobris VII 15–16) ab, wurde dann aber nach der Gründung des belgischen Staates 1837 auf Betreiben des Gründungsrektors der 1835 neugegründeten Katholischen Universität Löwen, des katholischen Theologen, Historikers und Philosophen Pierre François Xavier De Ram (1804–1865), wieder aufgenommen. De Ram hatte sich seit seiner Jugend intensiv mit hagiographischen Fragen befasst (sein bereits in jungen Jahren erworbenes Exemplar der Acta Sanctorum gelangte über die Hofbibliothek Donaueschingen nach deren Versteigerung in süddeutschen Privatbesitz), war zeitweilig selbst als neuer Mitarbeiter vorgesehen und verfasste auch das für die Fortsetzung des Unternehmens maßgebliche Gutachten für die Commission Royale d’Histoire der Königlichen Akademie der Wissenschaften und Schönen Künste von Belgien. Die Acta Sanctorum erschienen nunmehr in Brüssel, ab Band 54 (ActaSS Octobris VII, 1845) zunächst beim Verlag Alphons Greuse, ab Band 57 (ActaSS Octobris X 1861) bei Henri Goemare, schließlich ab Band 59 (ActaSS Octobris XII 1867) bei Franciscus Vromant. Ab Band 60 (ActaSS Octobris XIII 1883) betrieb Victor Palmé, Paris, die Herausgabe der Bände, bis ab Band 63 (ActaSS Novembris II 1894) die Bollandisten selbst das Verlagsgeschäft übernahmen.

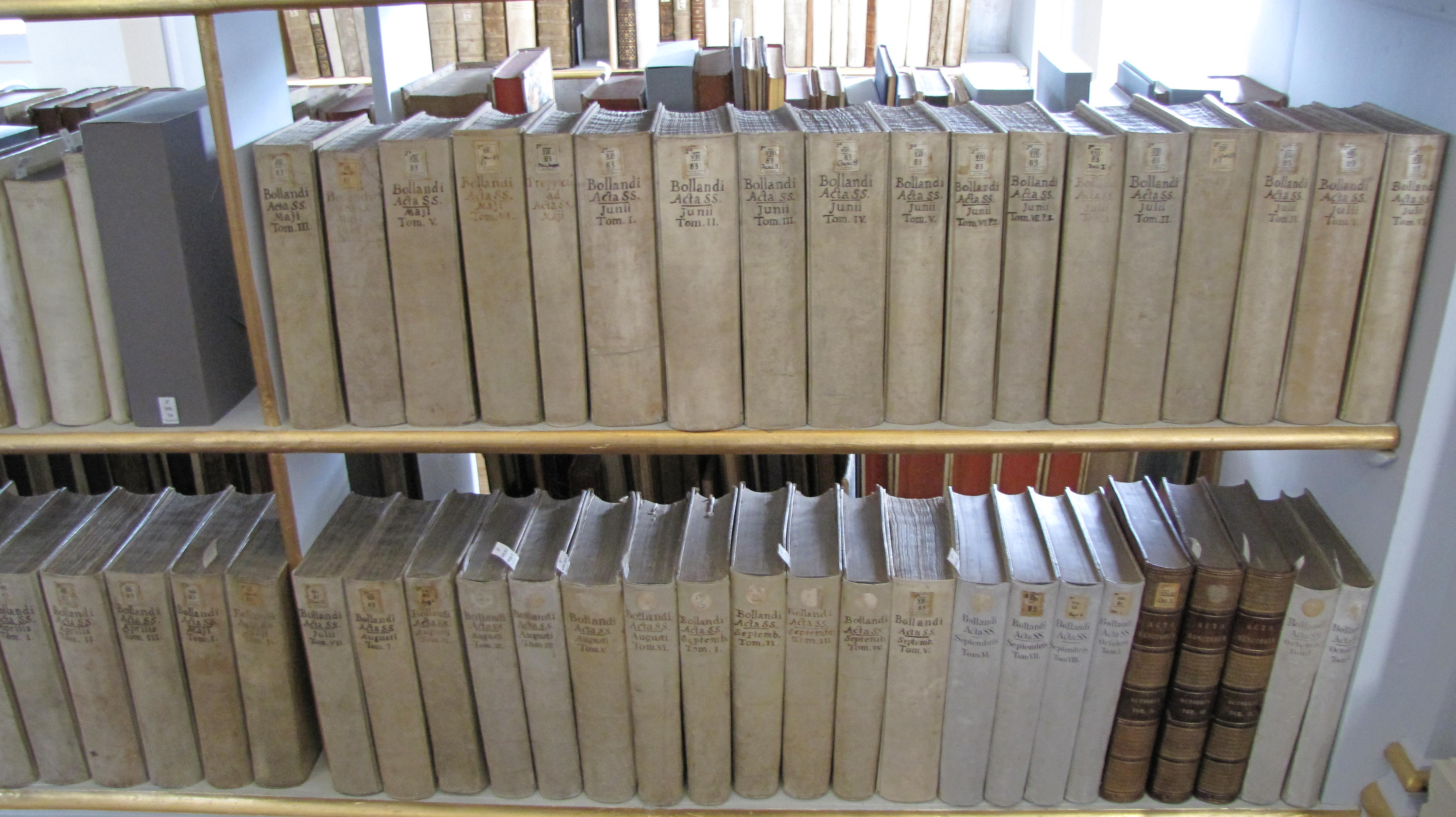
Bände der Acta Sanctorum in der Herzogin-Anna-Amalia-Bibliothek Weimar

Das Editionsprojekt dürfte mit einem Bearbeitungszeitraum von über 300 Jahren das ausgedehnteste Langzeitprojekt der abendländischen Wissenschaftsgeschichte sein. Spätester Zeitpunkt für den Beginn des Projekts ist die Bestallung Bollands 1630; es ist jedoch angebracht, die Vorarbeiten Heribert Rosweydes hinzuzunehmen, dessen Plan 1607 publiziert wurde. Die 69 publizierten Bände (einschließlich des Index hagiologicus von Rigollot, Paris 1875) umfassen die Heiligen vom 1. Januar bis zum 10. November (ActaSS November IV, 1925) sowie das Synaxarium Ecclesiae Constantinopolitanae, das Martyrologium Hieronymianum und das Martyrologium Romanum. Damit ist das Werk jedoch bis heute nicht abgeschlossen. Als bisher letzter Band erschien 1925 November IV mit den Heiligen des 9. und 10. November. Im Vorwort wird die Beschränkung auf die Heiligen lediglich zweier Tage des Kirchenjahrs damit gerechtfertigt, dass die Nachkriegszeit zu schwierigen wirtschaftlichen Verhältnissen geführt habe und außerdem das Material zum 11. November aufgrund der vielen Texte zum Heiligen Martin von Tours äußerst umfangreich ist, was den Band stark hätte anschwellen lassen und sein Erscheinen weiter verzögert hätte. Entgegen den im Vorwort geweckten Erwartungen erschien jedoch kein weiterer Band in der kalendarischen Abfolge mehr. Lediglich zwei Bände mit der Edition wichtiger Martyrologien folgten noch 1931 und 1940 (siehe unten). Mit dem Erscheinen weiterer Bände ist wohl nicht mehr zu rechnen, da sich das Vorgehen nach Kalendertagen, das dazu führt, Heilige unterschiedlichster Epoche und Provenienz gleichzeitig bearbeiten zu müssen, als unpraktisch erwiesen hat. Die Gesichtspunkte, unter denen die Edition der hagiographischen Texte jetzt vorgenommen wird, haben sich zeitgemäß angepasst an die in der heutigen Geschichtsforschung übliche Arbeitsweise. Die Edition der Heiligenviten erfolgt nicht mehr in kalendarischer Folge in den Bänden der Acta Sanctorum, sondern in loser Folge in der Reihe Subsidia Hagiographica oder in der Zeitschrift Analecta Bollandiana.
Als die Vollendung des Werkes in immer weitere Ferne rückte, setzten Versuche ein, auf begrenzter geographischer Grundlage Vollständigkeit zu erreichen. Rund hundert Jahre nach der Publikation des ersten Bandes der Acta Sanctorum erschienen in zwei Teilen 1743 und 1744 die Acta Sanctorum Ungariae ex Joannis Bollandi societatis Jesu Theologi, ejusque Continuatorum Operibus excerpta, et Prolegomenis ac notis illustrata eines anonymen Jesuiten in Tyrnau (heute Trnava), dem damaligen Nagyszombatie. Wenig später, 1750, brachte der Benediktiner Bertholdus Rizelius Mellicensis den ersten und einzigen Band seiner Sancta et beata Austria, seu Acta, et vitæ sanctorum eorum, qui a primo jam inde Christi sæculo ad hanc usque ætatem cum strenue exantlatis in vinea domini laboribus, tum aliis sanctitatis suæ, dum viverent, radiis, eam, quam nunc adpellamus Austriam, regionem olim illustrarunt heraus, der, um zügig voranzukommen, auf kritische Editionen verzichtete und stattdessen aus edierten Quellen nacherzählte Viten der Heiligen des Habsburgerreiches in chronologischer Folge brachte. Es folgten die Acta Sanctorum Belgii (Brüssel 1783–1794), die der Bollandist Josephus Hyppolite Ghesquiere (1731–1802) mit kritischem Anspruch in sechs Bänden herausgab. Schließlich erschienen noch die Acta sanctorum Hiberniae ex codice Salmanticensi nunc primum integre edita opera Caroli de Smedt et Josephi de Backer e Soc. Jesu (in London / Edinburgh 1888) der Bollandisten Charles de Smedt (1831–1911) und Joseph de Backer. Auch die Herausgabe der wichtigsten Martyrologien, des Martyrologium Hieronymianum (ActaSS November II 1, 1894; II 2, 1931) und des Martyrologium Romanum (ActaSS Dezember Propylaeum, 1940) innerhalb der Bandfolge, aber außerhalb der kalendarischen Abfolge zeugt bereits von dem Bestreben angesichts der Befürchtung, das angestrebte Ziel nicht mehr erreichen zu können, wenigstens die kultisch bedeutendsten Heiligen vollständig zu erfassen.
Die in Brüssel ansässige Société des Bollandistes ist Herausgeberin der Reihen Subsidia Hagiographica (2010 erschien Band 90 in italienischer Sprache), die auch die unentbehrlichen bibliographischen Hilfsmittel der Bibliotheca Hagiographica Latina (Subs. Hag. 6, 1898–1901; 70, 1986), der Bibliotheca Hagiographica Graeca (Subs. Hag., 8a, 1957; 65, 1984), der Bibliotheca Hagiographica Orientalis (Subs. Hag. 10) und wichtige Handschriftenverzeichnisse enthalten, sowie des Tabularium Hagiographicum (Briefeditionen) und der Zeitschrift Analecta Bollandiana. Neu sind die elektronische Datenbank Bibliotheca Hagiographica Latina manuscripta (BHLms) sowie die Acta Sanctorum Database, durch die das monumentale Corpus online als Volltext zur Verfügung steht.

## Veröffentlichungen der Gesellschaft
- Analecta Bollandiana: revue critique d’hagiographie. Bruxelles: Société des Bollandistes 1882 (Wissenschaftliche Zeitschrift der Gesellschaft).
- Robert Godding, Bernard Joassart, Xavier Lequeux, François de Vriendt (Hrsg.): De Rosweyde aux Acta Sanctorum. La recherche hagiographique des Bollandistes à travers quatre siècles. Actes du Colloque international (Bruxelles, 5 oct. 2007) (= Subsidia Hagiographica 88). Société des Bollandistes, Brüssel 2007.
- Société des Bollandistes (Hrsg.): Christian Hagiography 1607–2007. Bollandistes, Saints et Légendes. Quatre siècles de recherche. Société des Bollandistes, Brüssel 2007.
- René Aigrain: L’hagiographie. Ses sources – Ses méthodes – Son histoire. Reproduction inchangée de l’édition originale de 1953. Avec un Complément bibliographique par Robert Godding (= Subsidia Hagiographica 80). Société des Bollandistes, Brüssel olik.
- Paul Peeters: L’oeuvre des Bollandistes. 2e édition augmentée d’une notice bio-bibliographique des PP. Delehaye et Peeters. Excerpt of Mémoires de l’Académie Royale de Belgique (= Subsidia Hagiographica 24). Société des Bollandistes, Brüssel 1961.
- Hippolyte Delehaye: L’oeuvre des Bollandistes à travers trois siècles. 1615–1915. 2e édition, avec un Guide bibliographique mis à jour (= Subsidia Hagiographica 13a). Société des Bollandistes, Brüssel 1959.